# Commissie voor de toegang tot bestuursdocumenten
De Federale Commissie voor de toegang tot bestuursdocumenten (CTB) is een Belgische instantie die nagaat of Belgische federale overheden al dan niet terecht informatie niet vrijgeven als daarom wordt gevraagd door een verzoek tot openbaarmaking. Ze adviseert ook overheden wanneer die geen concrete zaak behandelen. De CTB heeft slechts een adviesbevoegdheid, dit in tegenstelling tot de Beroepscommissie voor de toegang tot milieu-informatie (BTM). Daardoor kan ze niet autonoom beslissen om documenten vrij te geven, wanneer de weigerende instantie de openbaarmaking dat weigert.
De CTB behandelt enkel de toegang tot niet-milieu-informatie. Wanneer een burger informatie wil betreffende milieu-informatie, moet ze terecht bij de Beroepscommissie voor de toegang tot milieu-informatie. Dat leidt soms tot de vreemde situatie dat deze twee commissies (de CTB en de BTM) eenzelfde document moeten bekijken wanneer die de twee soorten informatie bevat – zowel milieu-informatie als niet-milieu-informatie. Deze situatie is ontstaan doordat het Verdrag van Aarhus, daterend uit 2004, niet is ingebed in de bestaande wet van 11 april 1994 betreffende de openbaarheid van bestuur. Op Vlaams niveau is er wel één wetgevend stuk, namelijk het decreet van 26 maart 2004.
De voorzitter van de commissie is Kaat Leus.
De gegeven adviezen worden gepubliceerd op de website.